# Reiner Marsal
Reiner Marsal (ur.  1947) – niemiecki brydżysta, World Master oraz Senior International Master (WBF), European Master (EBL).

## Wyniki brydżowe

### Olimpiady
Na olimpiadach uzyskał następujące rezultaty:
| Olimpiady brydżowe. Zawody teamów | Olimpiady brydżowe. Zawody teamów | Olimpiady brydżowe. Zawody teamów | Olimpiady brydżowe. Zawody teamów | Olimpiady brydżowe. Zawody teamów | Olimpiady brydżowe. Zawody teamów |
| Rok                               | Miejsce                           | Zawody                            | Kategoria                         | Drużyna                           | Pozycja                           |
| --------------------------------- | --------------------------------- | --------------------------------- | --------------------------------- | --------------------------------- | --------------------------------- |
| 2012                              | Lille                             | 2. Olimpiada Sportów Umysłowych   | Seniorzy                          | Germany                           | 9                                 |
| 2008                              | Pekin                             | 1. Olimpiada Sportów Umysłowych   | Seniorzy                          | Germany                           | 9                                 |
| 2004                              | Stambuł                           | 12. Olimpiada Teamów              | Seniorzy                          | Germany                           | 3                                 |
| 2000                              | Maastricht                        | 11. Olimpiada Brydżowa            | Open                              | Germany                           | 21                                |

### Zawody światowe
W światowych zawodach zdobył następujące lokaty:
| Mistrzostwa Świata. Konkurencja teamów | Mistrzostwa Świata. Konkurencja teamów | Mistrzostwa Świata. Konkurencja teamów          | Mistrzostwa Świata. Konkurencja teamów | Mistrzostwa Świata. Konkurencja teamów | Mistrzostwa Świata. Konkurencja teamów |
| Rok                                    | Miejsce                                | Zawody                                          | Kategoria                              | Drużyna                                | Pozycja                                |
| -------------------------------------- | -------------------------------------- | ----------------------------------------------- | -------------------------------------- | -------------------------------------- | -------------------------------------- |
| 2013                                   | Nusa Dua                               | 41. Mistrzostwa Świata Teamów                   | Seniorzy                               | Germany                                | 1                                      |
| 2012                                   | Lille                                  | 5. Otwarte Mistrzostwa Świata Teamów Mikstowych | Seniorzy                               | German Seniors                         | 37                                     |
| 2011                                   | Veldhoven                              | 40. Mistrzostwa Świata Teamów                   | Trans                                  | Germany Green                          | 112                                    |
| 2011                                   | Veldhoven                              | 40. Mistrzostwa Świata Teamów                   | Seniorzy                               | Germany                                | 5                                      |
| 2007                                   | Szanghaj                               | 38. Mistrzostwa Świata Teamów                   | Trans                                  | Germany Seniors 1                      | 65                                     |
| 2007                                   | Szanghaj                               | 38. Mistrzostwa Świata Teamów                   | Seniorzy                               | Germany                                | 17                                     |
| 2006                                   | Werona                                 | 12. Mistrzostwa Świata                          | Seniorzy                               | Humburg                                | 24                                     |
| 2005                                   | Estoril                                | 37. Mistrzostwa Świata Teamów                   | Trans                                  | Germany                                | 96                                     |
| 2005                                   | Estoril                                | 37. Mistrzostwa Świata Teamów                   | Seniorzy                               | Germany                                | 13                                     |
| 2002                                   | Montreal                               | 11. Mistrzostwa Świata                          | Seniorzy                               | Marsal                                 | 6                                      |
| 2000                                   | Maastricht                             | 11. Olimpiada Brydżowa                          | Miksty                                 | Marsal                                 | 50                                     |
| 1998                                   | Lille                                  | 10. Mistrzostwa Świata                          | Open                                   | Marsal                                 | 9                                      |

| Mistrzostwa Świata. Konkurencja par | Mistrzostwa Świata. Konkurencja par | Mistrzostwa Świata. Konkurencja par | Mistrzostwa Świata. Konkurencja par | Mistrzostwa Świata. Konkurencja par | Mistrzostwa Świata. Konkurencja par |
| Rok                                 | Miejsce                             | Zawody                              | Kategoria                           | Partner                             | Pozycja                             |
| ----------------------------------- | ----------------------------------- | ----------------------------------- | ----------------------------------- | ----------------------------------- | ----------------------------------- |
| 2006                                | Werona                              | 12. Mistrzostwa Świata              | Seniorzy                            | Entscho Wladow                      | 3                                   |
| 2002                                | Montreal                            | 11. Mistrzostwa Świata              | Seniorzy                            | Entscho Wladow                      | 10                                  |
| 2002                                | Montreal                            | 11. Mistrzostwa Świata              | Miksty                              | Wiesla Miroslaw                     | 88                                  |
| 1986                                | Miami Beach                         | 7. Mistrzostwa Świata               | Open                                | Göran Mattsson                      | 35                                  |

### Zawody europejskie
W europejskich zawodach zdobył następujące lokaty:
| Zawody europejskie. Konkurencja teamów | Zawody europejskie. Konkurencja teamów | Zawody europejskie. Konkurencja teamów | Zawody europejskie. Konkurencja teamów | Zawody europejskie. Konkurencja teamów | Zawody europejskie. Konkurencja teamów |
| Rok                                    | Miejsce                                | Zawody                                 | Kategoria                              | Drużyna                                | Pozycja                                |
| -------------------------------------- | -------------------------------------- | -------------------------------------- | -------------------------------------- | -------------------------------------- | -------------------------------------- |
| 2012                                   | Ejlat                                  | 11. Puchar Europy                      | Open                                   | Burghausen 1                           | 11                                     |
| 2012                                   | Dublin                                 | 51. Mistrzostwa Europy Teamów          | Seniorzy                               | Germany                                | 5                                      |
| 2010                                   | Izmir                                  | 9. Puchar Europy Teamów                | Open                                   | Bamberger Ger                          | 11                                     |
| 2010                                   | Ostenda                                | 50. Mistrzostwa Europy Teamów          | Seniorzy                               | Germany                                | 5                                      |
| 2006                                   | Warszawa                               | 48. Mistrzostwa Europy Teamów          | Open                                   | Germany                                | 11                                     |
| 2004                                   | Malmö                                  | 47. Mistrzostwa Europy Teamów          | Seniorzy                               | Germany                                | 4                                      |
| 2003                                   | Mentona                                | 1. Otwarte Mistrzostwa Europy          | Open                                   | Frerichs                               | 85                                     |
| 2002                                   | Ostenda                                | 7. Mistrzostwa Europy Mikstów          | Miksty                                 | Marsal                                 | 56                                     |
| 1998                                   | Akwizgran                              | 5. Mistrzostwa Europy Mikstów          | Miksty                                 | Marsal                                 | 45                                     |
| 1994                                   | Barcelona                              | 3. Mistrzostwa Europy Mikstów          | Miksty                                 | Nehmert                                | 34                                     |
| 1992                                   | Ostenda                                | 2. Mistrzostwa Europy Mikstów          | Miksty                                 | Marsal                                 | 16                                     |
| 1990                                   | Bordeaux                               | 1. Mistrzostwa Europy Mikstów          | Miksty                                 | Nehmert                                | 52                                     |
| 1987                                   | Brighton                               | 38. Mistrzostwa Europy Teamów          | Open                                   | Germany                                | 17                                     |

| Zawody europejskie. Konkurencja par | Zawody europejskie. Konkurencja par | Zawody europejskie. Konkurencja par | Zawody europejskie. Konkurencja par | Zawody europejskie. Konkurencja par | Zawody europejskie. Konkurencja par |
| Rok                                 | Miejsce                             | Zawody                              | Kategoria                           | Partner                             | Pozycja                             |
| ----------------------------------- | ----------------------------------- | ----------------------------------- | ----------------------------------- | ----------------------------------- | ----------------------------------- |
| 2003                                | Mentona                             | 1. Otwarte Mistrzostwa Europy       | Open                                | Jörg Fritsche                       | 93                                  |
| 2002                                | Ostenda                             | 7. Mistrzostwa Europy Mikstów       | Mikst                               | Wiesla Miroslaw                     | 33                                  |
| 1998                                | Akwizgran                           | 5. Mistrzostwa Europy Mikstów       | Mikst                               | Stockmann                           | 178                                 |
| 1994                                | Barcelona                           | 3. Mistrzostwa Europy Mikstów       | Miksty                              | Pony Beate Nehmert                  | 11                                  |
| 1993                                | Bielefeld                           | 7. Mistrzostwa Europy Par           | Open                                | Andreas Kirmse                      | 72                                  |
| 1992                                | Ostenda                             | 2. Mistrzostwa Europy Mikstów       | Mikst                               | Pony Beate Nehmert                  | 70                                  |
| 1990                                | Bordeaux                            | 1. Mistrzostwa Europy Mikstów       | Mikst                               | Pony Beate Nehmert                  | 89                                  |
| 1987                                | Paryż                               | 4. Mistrzostwa Europy Par           | Open                                | Göran Mattsson                      | 36                                  |

## Klasyfikacja
- Reiner Marsal – klasyfikacja WBF (ang.)
- Reiner Marsal – klasyfikacja EBL (ang.)